# كاني محمد علي (أختاتشي محالي)
كاني محمد علي (بالفارسية: کانی‌محمدعلی) هي قرية تقع في إيران في أذربيجان الغربية.